# Resolutie 2 Algemene Vergadering Verenigde Naties
Resolutie 2 van de Algemene Vergadering van de Verenigde Naties werd op 1 februari 1946 zonder stemming aangenomen door de Algemene Vergadering. Met de resolutie werden een aantal voorschriften in verband met het gebruik van officiële talen van de Verenigde Naties aangenomen.

## Inhoud

### Resolutie
Besloten dat de Algemene Vergadering:
a. Procedures inzake het gebruik van talen aanneemt in overeenstemming met de regels in bijlage.
b. Het aannemen van taalregels aanbeveelt aan andere VN-organen.
c. Beveelt aan dat de secretaris-generaal een grondige bevraging voert over de installie van telefonische vertalingssystemen en, indien mogelijk, voor dergelijk systeem zorgt voor het tweede gedeelte van de eerste sessie (van de Algemene Vergadering).

### Bijlage
1. In alle organen van de VN, behalve het Internationaal Gerechtshof, zullen Chinees, Frans, Engels, Russisch en Spaans de officiële talen zijn, en Engels en Frans de werktalen.
2. Toespraken opgesteld in een van de werktalen zullen in de andere vertaald worden.
3. Toespraken opgesteld in een van de andere drie officiële talen zullen vertaald worden in beide werktalen.
4. Elke vertegenwoordiger mag een toespraak houden in een andere dan een officiële taal. In dat geval moet hij zelf voor de vertaling in een van de werktalen zorgen. De vertaling in de andere werktaal door een vertaler van het secretariaat mag gebaseerd worden op de vertaling in de eerste werktaal.
5. Verslagen worden opgesteld in de werktalen. Een hele of gedeeltelijke vertaling in een van de andere officiële talen kan op aanvraag van een delegatie worden opgesteld.
6. Samenvattingen worden zo snel mogelijk in de officiële talen vertaald.
7. De journalen van VN-organen worden in de werktalen uitgegeven.
8. Alle resoluties en andere belangrijke documenten worden in de officiële talen beschikbaar gemaakt. Op vraag van een vertegenwoordiger worden andere documenten naar één of alle officiële talen beschikbaar gemaakt.
9. Documenten van VN-organen worden als deze organen dat beslissen openbaar gemaakt in eender welke talen anders dan de officiële talen.

Lijst ·  1 ·  2 ·  3 ·  4 ·  5 ·  6 ·  7 ·  8 ·  9 ·  10 ·  11 ·  12 ·  13 ·  14 ·  15 ·  16 ·  17 ·  18 ·  19 ·  20 ·  21 ·  22 ·  23 ·  24 ·  25 ·  26 ·  27 ·  28 ·  29 ·  30 ·  31 ·  32 ·  33 ·  34 ·  35 ·  36 ·  37 ·  38 ·  39 ·  40 ·  41 ·  42 ·  43 ·  44 ·  45 ·  46 ·  47 ·  48 ·  49 ·  50 ·  51 ·  52 ·  53 ·  54 ·  55 ·  56 ·  57 ·  58 ·  59 ·  60 ·  61 ·  62 ·  63 ·  64 ·  65 ·  66 ·  67 ·  68 ·  69 ·  70 ·  71 ·  72 ·  73 ·  74 ·  75 ·  76 ·  77 ·  78 ·  79 ·  80 ·  81 ·  82 ·  83 ·  84 ·  85 ·  86 ·  87 ·  88 ·  89 ·  90 ·  91 ·  92 ·  93 ·  94 ·  95 ·  96 ·  97 ·  98 ·  99 ·  100 ·  101 ·  102 ·  103